# Hardbass
El hardbass és un estil de música electrònica que es va originar a principis de la dècada de 2000 a Sant Petersburg (Rússia). Neix com a evolució de la música techno europea però amb un estil propi de la cultura russa. Més endavant aquest estil es va anar expandint per l'escena del techno eslau i va arribar a països com Ucraïna i Belarús. S'ha fet conegut a internet gràcies a vídeos on es veu joves russos vestits amb xandall negre amb ratlles blanques ballant al ritme de la música i es sol associar amb la subcultura gopnik.

## Artistes notables
| Nom de l'artista     | Nacionalitat  |
| -------------------- | ------------- |
| Apartje              | Alemanya      |
| BADWOR7H             | Ucraïna       |
| Alan Aztec           | Anglaterra    |
| Gopnik McBlyat       | Polònia       |
| XD Project           | Polònia       |
| DJ Czechslav         | Txèquia       |
| N3XX                 | Txèquia       |
| BLYATSQUAD           | Països Baixos |
| Uamee                | Letònia       |
| Hard Bass School     | Rússia        |
| XS Project           | Rússia        |
| DJ Rentgen           | Rússia        |
| DJ Snat              | Rússia        |
| DJ Bar@bass          | Rússia        |
| Sonic Mine           | Rússia        |
| Russian Village Boys | Rússia        |
| GSPD                 | Rússia        |
| Собояжи              | Rússia        |
| Euskal Bass          | País Basc     |
| Dybass               | França        |
| Skrenzo              | França        |
| Demiyen              | França        |
| DJ Blyatman          | Eslovàquia    |
| SrpskiBass           | Sèrbia        |
| Glort                | Itàlia        |
| DJ TOTZI             | Bulgària      |